# جوني ميتشيل
جوني ميتشيل (بالإنجليزية: Johnny Mitchell)‏ هو لاعب كرة قدم أمريكية أمريكي، ولد في 20 يناير 1971 في شيكاغو في الولايات المتحدة.

## وصلات خارجية
- جوني ميتشيل على موقع مرجع كرة القدم المحترفة.كوم (الإنجليزية)